# حسن البلوي
حسن فهد البلوي لاعب كرة قدم سعودي ، يلعب في نادي الصقر.

## مسيرة اللاعب
لعب في الفئات السنية في نادي الرائد و لعب بعدها مع نادي الوطني ونادي الصقر.